# Grundhof (Schleswig-Holstein)
Pour les articles homonymes, voir Grundhof.
Grundhof  (en danois: Grumtoft) est une municipalité allemande située dans le land du Schleswig-Holstein et dans l'arrondissement de Schleswig-Flensbourg.